# Fin de réveillon
Fin de réveillon, també conegut en anglès com Seeing Things, va ser un curtmetratge mut de comèdia francès del 1910 dirigit per Georges Méliès.

## Trama
Un fester (interpretat per Méliès) torna a casa molt borratxo, i descobreix que la seva borratxera li fa veure dos de tot.

## Estrena i recepció
La pel·lícula va ser estrenada per la Star Film Company de Méliès i està numerada 1460–1466 als seus catàlegs. The New York Mirror va donar el filma una breu ressenya després del seu llançament estatunidenc com a Seeing Things el desembre de 1909, dient que "el tema posseeix una bona quantitat d'interès divertit".
Actualment es presumeix que la pel·lícula és perduda.